# Владимиров, Яков Георгиевич
Я́ков Гео́ргиевич Влади́миров (22 июля 1935, Москва) — советский и российский шахматный композитор, председатель комиссии по шахматной композиции Российской шахматной федерации, заслуженный мастер спорта России, доцент Московского авиационного института.
Активный пропагандист шахматной композиции. Автор более 50 научных работ, в том числе более 10 монографий, более 10 учебников и 12 брошюр («Как решать задачи и этюды», «Творцы шахматной красоты», «1000 приключений на шахматной доске», «1000 шахматных загадок», «1000 шедевров шахматной композиции», «1000 шахматных этюдов», «1000 шахматных задач» и т. д.).
Первая задача опубликована 26 мая 1955 года.
Рейтинг в «Альбомах ФИДЕ» (до 2000 г.) — 185,50.
В шахматной композиции есть тема, носящая его имя.

## Звания и награды
Международный гроссмейстер (1988). Трёхкратный чемпион мира по шахматной композиции в личном зачёте; восьмикратный чемпион мира в составе команд СССР и России; семикратный чемпион СССР и трёхкратный чемпион России по шахматной композиции. Награждён медалями «Ветеран труда» и «В память 850-летия Москвы».

## Задачи
|   | a | b | c | d | e | f | g | h |   |
| - | --- | --- | --- | --- | --- | --- | --- | --- | - |
| 8 | c8 чёрный конь · d8 чёрная ладья · e8 чёрная ладья · f8 чёрный конь · g8 чёрный ферзь · h8 чёрный слон · b7 белый слон · g6 чёрный слон · g5 чёрная пешка · a4 белая пешка · c4 чёрный король · d4 чёрная пешка · e4 чёрная пешка · f4 чёрная пешка · h4 белая ладья · a3 белый слон · b3 белая ладья · a2 белый король · c2 белая пешка · d2 белая пешка · e2 белый конь · g2 белый конь | c8 чёрный конь · d8 чёрная ладья · e8 чёрная ладья · f8 чёрный конь · g8 чёрный ферзь · h8 чёрный слон · b7 белый слон · g6 чёрный слон · g5 чёрная пешка · a4 белая пешка · c4 чёрный король · d4 чёрная пешка · e4 чёрная пешка · f4 чёрная пешка · h4 белая ладья · a3 белый слон · b3 белая ладья · a2 белый король · c2 белая пешка · d2 белая пешка · e2 белый конь · g2 белый конь | c8 чёрный конь · d8 чёрная ладья · e8 чёрная ладья · f8 чёрный конь · g8 чёрный ферзь · h8 чёрный слон · b7 белый слон · g6 чёрный слон · g5 чёрная пешка · a4 белая пешка · c4 чёрный король · d4 чёрная пешка · e4 чёрная пешка · f4 чёрная пешка · h4 белая ладья · a3 белый слон · b3 белая ладья · a2 белый король · c2 белая пешка · d2 белая пешка · e2 белый конь · g2 белый конь | c8 чёрный конь · d8 чёрная ладья · e8 чёрная ладья · f8 чёрный конь · g8 чёрный ферзь · h8 чёрный слон · b7 белый слон · g6 чёрный слон · g5 чёрная пешка · a4 белая пешка · c4 чёрный король · d4 чёрная пешка · e4 чёрная пешка · f4 чёрная пешка · h4 белая ладья · a3 белый слон · b3 белая ладья · a2 белый король · c2 белая пешка · d2 белая пешка · e2 белый конь · g2 белый конь | c8 чёрный конь · d8 чёрная ладья · e8 чёрная ладья · f8 чёрный конь · g8 чёрный ферзь · h8 чёрный слон · b7 белый слон · g6 чёрный слон · g5 чёрная пешка · a4 белая пешка · c4 чёрный король · d4 чёрная пешка · e4 чёрная пешка · f4 чёрная пешка · h4 белая ладья · a3 белый слон · b3 белая ладья · a2 белый король · c2 белая пешка · d2 белая пешка · e2 белый конь · g2 белый конь | c8 чёрный конь · d8 чёрная ладья · e8 чёрная ладья · f8 чёрный конь · g8 чёрный ферзь · h8 чёрный слон · b7 белый слон · g6 чёрный слон · g5 чёрная пешка · a4 белая пешка · c4 чёрный король · d4 чёрная пешка · e4 чёрная пешка · f4 чёрная пешка · h4 белая ладья · a3 белый слон · b3 белая ладья · a2 белый король · c2 белая пешка · d2 белая пешка · e2 белый конь · g2 белый конь | c8 чёрный конь · d8 чёрная ладья · e8 чёрная ладья · f8 чёрный конь · g8 чёрный ферзь · h8 чёрный слон · b7 белый слон · g6 чёрный слон · g5 чёрная пешка · a4 белая пешка · c4 чёрный король · d4 чёрная пешка · e4 чёрная пешка · f4 чёрная пешка · h4 белая ладья · a3 белый слон · b3 белая ладья · a2 белый король · c2 белая пешка · d2 белая пешка · e2 белый конь · g2 белый конь | c8 чёрный конь · d8 чёрная ладья · e8 чёрная ладья · f8 чёрный конь · g8 чёрный ферзь · h8 чёрный слон · b7 белый слон · g6 чёрный слон · g5 чёрная пешка · a4 белая пешка · c4 чёрный король · d4 чёрная пешка · e4 чёрная пешка · f4 чёрная пешка · h4 белая ладья · a3 белый слон · b3 белая ладья · a2 белый король · c2 белая пешка · d2 белая пешка · e2 белый конь · g2 белый конь | 8 |
| 7 | c8 чёрный конь · d8 чёрная ладья · e8 чёрная ладья · f8 чёрный конь · g8 чёрный ферзь · h8 чёрный слон · b7 белый слон · g6 чёрный слон · g5 чёрная пешка · a4 белая пешка · c4 чёрный король · d4 чёрная пешка · e4 чёрная пешка · f4 чёрная пешка · h4 белая ладья · a3 белый слон · b3 белая ладья · a2 белый король · c2 белая пешка · d2 белая пешка · e2 белый конь · g2 белый конь | c8 чёрный конь · d8 чёрная ладья · e8 чёрная ладья · f8 чёрный конь · g8 чёрный ферзь · h8 чёрный слон · b7 белый слон · g6 чёрный слон · g5 чёрная пешка · a4 белая пешка · c4 чёрный король · d4 чёрная пешка · e4 чёрная пешка · f4 чёрная пешка · h4 белая ладья · a3 белый слон · b3 белая ладья · a2 белый король · c2 белая пешка · d2 белая пешка · e2 белый конь · g2 белый конь | c8 чёрный конь · d8 чёрная ладья · e8 чёрная ладья · f8 чёрный конь · g8 чёрный ферзь · h8 чёрный слон · b7 белый слон · g6 чёрный слон · g5 чёрная пешка · a4 белая пешка · c4 чёрный король · d4 чёрная пешка · e4 чёрная пешка · f4 чёрная пешка · h4 белая ладья · a3 белый слон · b3 белая ладья · a2 белый король · c2 белая пешка · d2 белая пешка · e2 белый конь · g2 белый конь | c8 чёрный конь · d8 чёрная ладья · e8 чёрная ладья · f8 чёрный конь · g8 чёрный ферзь · h8 чёрный слон · b7 белый слон · g6 чёрный слон · g5 чёрная пешка · a4 белая пешка · c4 чёрный король · d4 чёрная пешка · e4 чёрная пешка · f4 чёрная пешка · h4 белая ладья · a3 белый слон · b3 белая ладья · a2 белый король · c2 белая пешка · d2 белая пешка · e2 белый конь · g2 белый конь | c8 чёрный конь · d8 чёрная ладья · e8 чёрная ладья · f8 чёрный конь · g8 чёрный ферзь · h8 чёрный слон · b7 белый слон · g6 чёрный слон · g5 чёрная пешка · a4 белая пешка · c4 чёрный король · d4 чёрная пешка · e4 чёрная пешка · f4 чёрная пешка · h4 белая ладья · a3 белый слон · b3 белая ладья · a2 белый король · c2 белая пешка · d2 белая пешка · e2 белый конь · g2 белый конь | c8 чёрный конь · d8 чёрная ладья · e8 чёрная ладья · f8 чёрный конь · g8 чёрный ферзь · h8 чёрный слон · b7 белый слон · g6 чёрный слон · g5 чёрная пешка · a4 белая пешка · c4 чёрный король · d4 чёрная пешка · e4 чёрная пешка · f4 чёрная пешка · h4 белая ладья · a3 белый слон · b3 белая ладья · a2 белый король · c2 белая пешка · d2 белая пешка · e2 белый конь · g2 белый конь | c8 чёрный конь · d8 чёрная ладья · e8 чёрная ладья · f8 чёрный конь · g8 чёрный ферзь · h8 чёрный слон · b7 белый слон · g6 чёрный слон · g5 чёрная пешка · a4 белая пешка · c4 чёрный король · d4 чёрная пешка · e4 чёрная пешка · f4 чёрная пешка · h4 белая ладья · a3 белый слон · b3 белая ладья · a2 белый король · c2 белая пешка · d2 белая пешка · e2 белый конь · g2 белый конь | c8 чёрный конь · d8 чёрная ладья · e8 чёрная ладья · f8 чёрный конь · g8 чёрный ферзь · h8 чёрный слон · b7 белый слон · g6 чёрный слон · g5 чёрная пешка · a4 белая пешка · c4 чёрный король · d4 чёрная пешка · e4 чёрная пешка · f4 чёрная пешка · h4 белая ладья · a3 белый слон · b3 белая ладья · a2 белый король · c2 белая пешка · d2 белая пешка · e2 белый конь · g2 белый конь | 7 |
| 6 | c8 чёрный конь · d8 чёрная ладья · e8 чёрная ладья · f8 чёрный конь · g8 чёрный ферзь · h8 чёрный слон · b7 белый слон · g6 чёрный слон · g5 чёрная пешка · a4 белая пешка · c4 чёрный король · d4 чёрная пешка · e4 чёрная пешка · f4 чёрная пешка · h4 белая ладья · a3 белый слон · b3 белая ладья · a2 белый король · c2 белая пешка · d2 белая пешка · e2 белый конь · g2 белый конь | c8 чёрный конь · d8 чёрная ладья · e8 чёрная ладья · f8 чёрный конь · g8 чёрный ферзь · h8 чёрный слон · b7 белый слон · g6 чёрный слон · g5 чёрная пешка · a4 белая пешка · c4 чёрный король · d4 чёрная пешка · e4 чёрная пешка · f4 чёрная пешка · h4 белая ладья · a3 белый слон · b3 белая ладья · a2 белый король · c2 белая пешка · d2 белая пешка · e2 белый конь · g2 белый конь | c8 чёрный конь · d8 чёрная ладья · e8 чёрная ладья · f8 чёрный конь · g8 чёрный ферзь · h8 чёрный слон · b7 белый слон · g6 чёрный слон · g5 чёрная пешка · a4 белая пешка · c4 чёрный король · d4 чёрная пешка · e4 чёрная пешка · f4 чёрная пешка · h4 белая ладья · a3 белый слон · b3 белая ладья · a2 белый король · c2 белая пешка · d2 белая пешка · e2 белый конь · g2 белый конь | c8 чёрный конь · d8 чёрная ладья · e8 чёрная ладья · f8 чёрный конь · g8 чёрный ферзь · h8 чёрный слон · b7 белый слон · g6 чёрный слон · g5 чёрная пешка · a4 белая пешка · c4 чёрный король · d4 чёрная пешка · e4 чёрная пешка · f4 чёрная пешка · h4 белая ладья · a3 белый слон · b3 белая ладья · a2 белый король · c2 белая пешка · d2 белая пешка · e2 белый конь · g2 белый конь | c8 чёрный конь · d8 чёрная ладья · e8 чёрная ладья · f8 чёрный конь · g8 чёрный ферзь · h8 чёрный слон · b7 белый слон · g6 чёрный слон · g5 чёрная пешка · a4 белая пешка · c4 чёрный король · d4 чёрная пешка · e4 чёрная пешка · f4 чёрная пешка · h4 белая ладья · a3 белый слон · b3 белая ладья · a2 белый король · c2 белая пешка · d2 белая пешка · e2 белый конь · g2 белый конь | c8 чёрный конь · d8 чёрная ладья · e8 чёрная ладья · f8 чёрный конь · g8 чёрный ферзь · h8 чёрный слон · b7 белый слон · g6 чёрный слон · g5 чёрная пешка · a4 белая пешка · c4 чёрный король · d4 чёрная пешка · e4 чёрная пешка · f4 чёрная пешка · h4 белая ладья · a3 белый слон · b3 белая ладья · a2 белый король · c2 белая пешка · d2 белая пешка · e2 белый конь · g2 белый конь | c8 чёрный конь · d8 чёрная ладья · e8 чёрная ладья · f8 чёрный конь · g8 чёрный ферзь · h8 чёрный слон · b7 белый слон · g6 чёрный слон · g5 чёрная пешка · a4 белая пешка · c4 чёрный король · d4 чёрная пешка · e4 чёрная пешка · f4 чёрная пешка · h4 белая ладья · a3 белый слон · b3 белая ладья · a2 белый король · c2 белая пешка · d2 белая пешка · e2 белый конь · g2 белый конь | c8 чёрный конь · d8 чёрная ладья · e8 чёрная ладья · f8 чёрный конь · g8 чёрный ферзь · h8 чёрный слон · b7 белый слон · g6 чёрный слон · g5 чёрная пешка · a4 белая пешка · c4 чёрный король · d4 чёрная пешка · e4 чёрная пешка · f4 чёрная пешка · h4 белая ладья · a3 белый слон · b3 белая ладья · a2 белый король · c2 белая пешка · d2 белая пешка · e2 белый конь · g2 белый конь | 6 |
| 5 | c8 чёрный конь · d8 чёрная ладья · e8 чёрная ладья · f8 чёрный конь · g8 чёрный ферзь · h8 чёрный слон · b7 белый слон · g6 чёрный слон · g5 чёрная пешка · a4 белая пешка · c4 чёрный король · d4 чёрная пешка · e4 чёрная пешка · f4 чёрная пешка · h4 белая ладья · a3 белый слон · b3 белая ладья · a2 белый король · c2 белая пешка · d2 белая пешка · e2 белый конь · g2 белый конь | c8 чёрный конь · d8 чёрная ладья · e8 чёрная ладья · f8 чёрный конь · g8 чёрный ферзь · h8 чёрный слон · b7 белый слон · g6 чёрный слон · g5 чёрная пешка · a4 белая пешка · c4 чёрный король · d4 чёрная пешка · e4 чёрная пешка · f4 чёрная пешка · h4 белая ладья · a3 белый слон · b3 белая ладья · a2 белый король · c2 белая пешка · d2 белая пешка · e2 белый конь · g2 белый конь | c8 чёрный конь · d8 чёрная ладья · e8 чёрная ладья · f8 чёрный конь · g8 чёрный ферзь · h8 чёрный слон · b7 белый слон · g6 чёрный слон · g5 чёрная пешка · a4 белая пешка · c4 чёрный король · d4 чёрная пешка · e4 чёрная пешка · f4 чёрная пешка · h4 белая ладья · a3 белый слон · b3 белая ладья · a2 белый король · c2 белая пешка · d2 белая пешка · e2 белый конь · g2 белый конь | c8 чёрный конь · d8 чёрная ладья · e8 чёрная ладья · f8 чёрный конь · g8 чёрный ферзь · h8 чёрный слон · b7 белый слон · g6 чёрный слон · g5 чёрная пешка · a4 белая пешка · c4 чёрный король · d4 чёрная пешка · e4 чёрная пешка · f4 чёрная пешка · h4 белая ладья · a3 белый слон · b3 белая ладья · a2 белый король · c2 белая пешка · d2 белая пешка · e2 белый конь · g2 белый конь | c8 чёрный конь · d8 чёрная ладья · e8 чёрная ладья · f8 чёрный конь · g8 чёрный ферзь · h8 чёрный слон · b7 белый слон · g6 чёрный слон · g5 чёрная пешка · a4 белая пешка · c4 чёрный король · d4 чёрная пешка · e4 чёрная пешка · f4 чёрная пешка · h4 белая ладья · a3 белый слон · b3 белая ладья · a2 белый король · c2 белая пешка · d2 белая пешка · e2 белый конь · g2 белый конь | c8 чёрный конь · d8 чёрная ладья · e8 чёрная ладья · f8 чёрный конь · g8 чёрный ферзь · h8 чёрный слон · b7 белый слон · g6 чёрный слон · g5 чёрная пешка · a4 белая пешка · c4 чёрный король · d4 чёрная пешка · e4 чёрная пешка · f4 чёрная пешка · h4 белая ладья · a3 белый слон · b3 белая ладья · a2 белый король · c2 белая пешка · d2 белая пешка · e2 белый конь · g2 белый конь | c8 чёрный конь · d8 чёрная ладья · e8 чёрная ладья · f8 чёрный конь · g8 чёрный ферзь · h8 чёрный слон · b7 белый слон · g6 чёрный слон · g5 чёрная пешка · a4 белая пешка · c4 чёрный король · d4 чёрная пешка · e4 чёрная пешка · f4 чёрная пешка · h4 белая ладья · a3 белый слон · b3 белая ладья · a2 белый король · c2 белая пешка · d2 белая пешка · e2 белый конь · g2 белый конь | c8 чёрный конь · d8 чёрная ладья · e8 чёрная ладья · f8 чёрный конь · g8 чёрный ферзь · h8 чёрный слон · b7 белый слон · g6 чёрный слон · g5 чёрная пешка · a4 белая пешка · c4 чёрный король · d4 чёрная пешка · e4 чёрная пешка · f4 чёрная пешка · h4 белая ладья · a3 белый слон · b3 белая ладья · a2 белый король · c2 белая пешка · d2 белая пешка · e2 белый конь · g2 белый конь | 5 |
| 4 | c8 чёрный конь · d8 чёрная ладья · e8 чёрная ладья · f8 чёрный конь · g8 чёрный ферзь · h8 чёрный слон · b7 белый слон · g6 чёрный слон · g5 чёрная пешка · a4 белая пешка · c4 чёрный король · d4 чёрная пешка · e4 чёрная пешка · f4 чёрная пешка · h4 белая ладья · a3 белый слон · b3 белая ладья · a2 белый король · c2 белая пешка · d2 белая пешка · e2 белый конь · g2 белый конь | c8 чёрный конь · d8 чёрная ладья · e8 чёрная ладья · f8 чёрный конь · g8 чёрный ферзь · h8 чёрный слон · b7 белый слон · g6 чёрный слон · g5 чёрная пешка · a4 белая пешка · c4 чёрный король · d4 чёрная пешка · e4 чёрная пешка · f4 чёрная пешка · h4 белая ладья · a3 белый слон · b3 белая ладья · a2 белый король · c2 белая пешка · d2 белая пешка · e2 белый конь · g2 белый конь | c8 чёрный конь · d8 чёрная ладья · e8 чёрная ладья · f8 чёрный конь · g8 чёрный ферзь · h8 чёрный слон · b7 белый слон · g6 чёрный слон · g5 чёрная пешка · a4 белая пешка · c4 чёрный король · d4 чёрная пешка · e4 чёрная пешка · f4 чёрная пешка · h4 белая ладья · a3 белый слон · b3 белая ладья · a2 белый король · c2 белая пешка · d2 белая пешка · e2 белый конь · g2 белый конь | c8 чёрный конь · d8 чёрная ладья · e8 чёрная ладья · f8 чёрный конь · g8 чёрный ферзь · h8 чёрный слон · b7 белый слон · g6 чёрный слон · g5 чёрная пешка · a4 белая пешка · c4 чёрный король · d4 чёрная пешка · e4 чёрная пешка · f4 чёрная пешка · h4 белая ладья · a3 белый слон · b3 белая ладья · a2 белый король · c2 белая пешка · d2 белая пешка · e2 белый конь · g2 белый конь | c8 чёрный конь · d8 чёрная ладья · e8 чёрная ладья · f8 чёрный конь · g8 чёрный ферзь · h8 чёрный слон · b7 белый слон · g6 чёрный слон · g5 чёрная пешка · a4 белая пешка · c4 чёрный король · d4 чёрная пешка · e4 чёрная пешка · f4 чёрная пешка · h4 белая ладья · a3 белый слон · b3 белая ладья · a2 белый король · c2 белая пешка · d2 белая пешка · e2 белый конь · g2 белый конь | c8 чёрный конь · d8 чёрная ладья · e8 чёрная ладья · f8 чёрный конь · g8 чёрный ферзь · h8 чёрный слон · b7 белый слон · g6 чёрный слон · g5 чёрная пешка · a4 белая пешка · c4 чёрный король · d4 чёрная пешка · e4 чёрная пешка · f4 чёрная пешка · h4 белая ладья · a3 белый слон · b3 белая ладья · a2 белый король · c2 белая пешка · d2 белая пешка · e2 белый конь · g2 белый конь | c8 чёрный конь · d8 чёрная ладья · e8 чёрная ладья · f8 чёрный конь · g8 чёрный ферзь · h8 чёрный слон · b7 белый слон · g6 чёрный слон · g5 чёрная пешка · a4 белая пешка · c4 чёрный король · d4 чёрная пешка · e4 чёрная пешка · f4 чёрная пешка · h4 белая ладья · a3 белый слон · b3 белая ладья · a2 белый король · c2 белая пешка · d2 белая пешка · e2 белый конь · g2 белый конь | c8 чёрный конь · d8 чёрная ладья · e8 чёрная ладья · f8 чёрный конь · g8 чёрный ферзь · h8 чёрный слон · b7 белый слон · g6 чёрный слон · g5 чёрная пешка · a4 белая пешка · c4 чёрный король · d4 чёрная пешка · e4 чёрная пешка · f4 чёрная пешка · h4 белая ладья · a3 белый слон · b3 белая ладья · a2 белый король · c2 белая пешка · d2 белая пешка · e2 белый конь · g2 белый конь | 4 |
| 3 | c8 чёрный конь · d8 чёрная ладья · e8 чёрная ладья · f8 чёрный конь · g8 чёрный ферзь · h8 чёрный слон · b7 белый слон · g6 чёрный слон · g5 чёрная пешка · a4 белая пешка · c4 чёрный король · d4 чёрная пешка · e4 чёрная пешка · f4 чёрная пешка · h4 белая ладья · a3 белый слон · b3 белая ладья · a2 белый король · c2 белая пешка · d2 белая пешка · e2 белый конь · g2 белый конь | c8 чёрный конь · d8 чёрная ладья · e8 чёрная ладья · f8 чёрный конь · g8 чёрный ферзь · h8 чёрный слон · b7 белый слон · g6 чёрный слон · g5 чёрная пешка · a4 белая пешка · c4 чёрный король · d4 чёрная пешка · e4 чёрная пешка · f4 чёрная пешка · h4 белая ладья · a3 белый слон · b3 белая ладья · a2 белый король · c2 белая пешка · d2 белая пешка · e2 белый конь · g2 белый конь | c8 чёрный конь · d8 чёрная ладья · e8 чёрная ладья · f8 чёрный конь · g8 чёрный ферзь · h8 чёрный слон · b7 белый слон · g6 чёрный слон · g5 чёрная пешка · a4 белая пешка · c4 чёрный король · d4 чёрная пешка · e4 чёрная пешка · f4 чёрная пешка · h4 белая ладья · a3 белый слон · b3 белая ладья · a2 белый король · c2 белая пешка · d2 белая пешка · e2 белый конь · g2 белый конь | c8 чёрный конь · d8 чёрная ладья · e8 чёрная ладья · f8 чёрный конь · g8 чёрный ферзь · h8 чёрный слон · b7 белый слон · g6 чёрный слон · g5 чёрная пешка · a4 белая пешка · c4 чёрный король · d4 чёрная пешка · e4 чёрная пешка · f4 чёрная пешка · h4 белая ладья · a3 белый слон · b3 белая ладья · a2 белый король · c2 белая пешка · d2 белая пешка · e2 белый конь · g2 белый конь | c8 чёрный конь · d8 чёрная ладья · e8 чёрная ладья · f8 чёрный конь · g8 чёрный ферзь · h8 чёрный слон · b7 белый слон · g6 чёрный слон · g5 чёрная пешка · a4 белая пешка · c4 чёрный король · d4 чёрная пешка · e4 чёрная пешка · f4 чёрная пешка · h4 белая ладья · a3 белый слон · b3 белая ладья · a2 белый король · c2 белая пешка · d2 белая пешка · e2 белый конь · g2 белый конь | c8 чёрный конь · d8 чёрная ладья · e8 чёрная ладья · f8 чёрный конь · g8 чёрный ферзь · h8 чёрный слон · b7 белый слон · g6 чёрный слон · g5 чёрная пешка · a4 белая пешка · c4 чёрный король · d4 чёрная пешка · e4 чёрная пешка · f4 чёрная пешка · h4 белая ладья · a3 белый слон · b3 белая ладья · a2 белый король · c2 белая пешка · d2 белая пешка · e2 белый конь · g2 белый конь | c8 чёрный конь · d8 чёрная ладья · e8 чёрная ладья · f8 чёрный конь · g8 чёрный ферзь · h8 чёрный слон · b7 белый слон · g6 чёрный слон · g5 чёрная пешка · a4 белая пешка · c4 чёрный король · d4 чёрная пешка · e4 чёрная пешка · f4 чёрная пешка · h4 белая ладья · a3 белый слон · b3 белая ладья · a2 белый король · c2 белая пешка · d2 белая пешка · e2 белый конь · g2 белый конь | c8 чёрный конь · d8 чёрная ладья · e8 чёрная ладья · f8 чёрный конь · g8 чёрный ферзь · h8 чёрный слон · b7 белый слон · g6 чёрный слон · g5 чёрная пешка · a4 белая пешка · c4 чёрный король · d4 чёрная пешка · e4 чёрная пешка · f4 чёрная пешка · h4 белая ладья · a3 белый слон · b3 белая ладья · a2 белый король · c2 белая пешка · d2 белая пешка · e2 белый конь · g2 белый конь | 3 |
| 2 | c8 чёрный конь · d8 чёрная ладья · e8 чёрная ладья · f8 чёрный конь · g8 чёрный ферзь · h8 чёрный слон · b7 белый слон · g6 чёрный слон · g5 чёрная пешка · a4 белая пешка · c4 чёрный король · d4 чёрная пешка · e4 чёрная пешка · f4 чёрная пешка · h4 белая ладья · a3 белый слон · b3 белая ладья · a2 белый король · c2 белая пешка · d2 белая пешка · e2 белый конь · g2 белый конь | c8 чёрный конь · d8 чёрная ладья · e8 чёрная ладья · f8 чёрный конь · g8 чёрный ферзь · h8 чёрный слон · b7 белый слон · g6 чёрный слон · g5 чёрная пешка · a4 белая пешка · c4 чёрный король · d4 чёрная пешка · e4 чёрная пешка · f4 чёрная пешка · h4 белая ладья · a3 белый слон · b3 белая ладья · a2 белый король · c2 белая пешка · d2 белая пешка · e2 белый конь · g2 белый конь | c8 чёрный конь · d8 чёрная ладья · e8 чёрная ладья · f8 чёрный конь · g8 чёрный ферзь · h8 чёрный слон · b7 белый слон · g6 чёрный слон · g5 чёрная пешка · a4 белая пешка · c4 чёрный король · d4 чёрная пешка · e4 чёрная пешка · f4 чёрная пешка · h4 белая ладья · a3 белый слон · b3 белая ладья · a2 белый король · c2 белая пешка · d2 белая пешка · e2 белый конь · g2 белый конь | c8 чёрный конь · d8 чёрная ладья · e8 чёрная ладья · f8 чёрный конь · g8 чёрный ферзь · h8 чёрный слон · b7 белый слон · g6 чёрный слон · g5 чёрная пешка · a4 белая пешка · c4 чёрный король · d4 чёрная пешка · e4 чёрная пешка · f4 чёрная пешка · h4 белая ладья · a3 белый слон · b3 белая ладья · a2 белый король · c2 белая пешка · d2 белая пешка · e2 белый конь · g2 белый конь | c8 чёрный конь · d8 чёрная ладья · e8 чёрная ладья · f8 чёрный конь · g8 чёрный ферзь · h8 чёрный слон · b7 белый слон · g6 чёрный слон · g5 чёрная пешка · a4 белая пешка · c4 чёрный король · d4 чёрная пешка · e4 чёрная пешка · f4 чёрная пешка · h4 белая ладья · a3 белый слон · b3 белая ладья · a2 белый король · c2 белая пешка · d2 белая пешка · e2 белый конь · g2 белый конь | c8 чёрный конь · d8 чёрная ладья · e8 чёрная ладья · f8 чёрный конь · g8 чёрный ферзь · h8 чёрный слон · b7 белый слон · g6 чёрный слон · g5 чёрная пешка · a4 белая пешка · c4 чёрный король · d4 чёрная пешка · e4 чёрная пешка · f4 чёрная пешка · h4 белая ладья · a3 белый слон · b3 белая ладья · a2 белый король · c2 белая пешка · d2 белая пешка · e2 белый конь · g2 белый конь | c8 чёрный конь · d8 чёрная ладья · e8 чёрная ладья · f8 чёрный конь · g8 чёрный ферзь · h8 чёрный слон · b7 белый слон · g6 чёрный слон · g5 чёрная пешка · a4 белая пешка · c4 чёрный король · d4 чёрная пешка · e4 чёрная пешка · f4 чёрная пешка · h4 белая ладья · a3 белый слон · b3 белая ладья · a2 белый король · c2 белая пешка · d2 белая пешка · e2 белый конь · g2 белый конь | c8 чёрный конь · d8 чёрная ладья · e8 чёрная ладья · f8 чёрный конь · g8 чёрный ферзь · h8 чёрный слон · b7 белый слон · g6 чёрный слон · g5 чёрная пешка · a4 белая пешка · c4 чёрный король · d4 чёрная пешка · e4 чёрная пешка · f4 чёрная пешка · h4 белая ладья · a3 белый слон · b3 белая ладья · a2 белый король · c2 белая пешка · d2 белая пешка · e2 белый конь · g2 белый конь | 2 |
| 1 | c8 чёрный конь · d8 чёрная ладья · e8 чёрная ладья · f8 чёрный конь · g8 чёрный ферзь · h8 чёрный слон · b7 белый слон · g6 чёрный слон · g5 чёрная пешка · a4 белая пешка · c4 чёрный король · d4 чёрная пешка · e4 чёрная пешка · f4 чёрная пешка · h4 белая ладья · a3 белый слон · b3 белая ладья · a2 белый король · c2 белая пешка · d2 белая пешка · e2 белый конь · g2 белый конь | c8 чёрный конь · d8 чёрная ладья · e8 чёрная ладья · f8 чёрный конь · g8 чёрный ферзь · h8 чёрный слон · b7 белый слон · g6 чёрный слон · g5 чёрная пешка · a4 белая пешка · c4 чёрный король · d4 чёрная пешка · e4 чёрная пешка · f4 чёрная пешка · h4 белая ладья · a3 белый слон · b3 белая ладья · a2 белый король · c2 белая пешка · d2 белая пешка · e2 белый конь · g2 белый конь | c8 чёрный конь · d8 чёрная ладья · e8 чёрная ладья · f8 чёрный конь · g8 чёрный ферзь · h8 чёрный слон · b7 белый слон · g6 чёрный слон · g5 чёрная пешка · a4 белая пешка · c4 чёрный король · d4 чёрная пешка · e4 чёрная пешка · f4 чёрная пешка · h4 белая ладья · a3 белый слон · b3 белая ладья · a2 белый король · c2 белая пешка · d2 белая пешка · e2 белый конь · g2 белый конь | c8 чёрный конь · d8 чёрная ладья · e8 чёрная ладья · f8 чёрный конь · g8 чёрный ферзь · h8 чёрный слон · b7 белый слон · g6 чёрный слон · g5 чёрная пешка · a4 белая пешка · c4 чёрный король · d4 чёрная пешка · e4 чёрная пешка · f4 чёрная пешка · h4 белая ладья · a3 белый слон · b3 белая ладья · a2 белый король · c2 белая пешка · d2 белая пешка · e2 белый конь · g2 белый конь | c8 чёрный конь · d8 чёрная ладья · e8 чёрная ладья · f8 чёрный конь · g8 чёрный ферзь · h8 чёрный слон · b7 белый слон · g6 чёрный слон · g5 чёрная пешка · a4 белая пешка · c4 чёрный король · d4 чёрная пешка · e4 чёрная пешка · f4 чёрная пешка · h4 белая ладья · a3 белый слон · b3 белая ладья · a2 белый король · c2 белая пешка · d2 белая пешка · e2 белый конь · g2 белый конь | c8 чёрный конь · d8 чёрная ладья · e8 чёрная ладья · f8 чёрный конь · g8 чёрный ферзь · h8 чёрный слон · b7 белый слон · g6 чёрный слон · g5 чёрная пешка · a4 белая пешка · c4 чёрный король · d4 чёрная пешка · e4 чёрная пешка · f4 чёрная пешка · h4 белая ладья · a3 белый слон · b3 белая ладья · a2 белый король · c2 белая пешка · d2 белая пешка · e2 белый конь · g2 белый конь | c8 чёрный конь · d8 чёрная ладья · e8 чёрная ладья · f8 чёрный конь · g8 чёрный ферзь · h8 чёрный слон · b7 белый слон · g6 чёрный слон · g5 чёрная пешка · a4 белая пешка · c4 чёрный король · d4 чёрная пешка · e4 чёрная пешка · f4 чёрная пешка · h4 белая ладья · a3 белый слон · b3 белая ладья · a2 белый король · c2 белая пешка · d2 белая пешка · e2 белый конь · g2 белый конь | c8 чёрный конь · d8 чёрная ладья · e8 чёрная ладья · f8 чёрный конь · g8 чёрный ферзь · h8 чёрный слон · b7 белый слон · g6 чёрный слон · g5 чёрная пешка · a4 белая пешка · c4 чёрный король · d4 чёрная пешка · e4 чёрная пешка · f4 чёрная пешка · h4 белая ладья · a3 белый слон · b3 белая ладья · a2 белый король · c2 белая пешка · d2 белая пешка · e2 белый конь · g2 белый конь | 1 |
|   | a | b | c | d | e | f | g | h |   |

Решение:
1.Kpb1! угроза 2.Лb4+ Kpc5 3.Лb5+ Kpc4 4.Лc5#

1…Кd7 2.Лc3+! (A) dc 3.Кe3+ (B) fe 4.d3# (C)

1…Лe5 2.Кe3+! (B) fe 3.d3+ (C) ed 4.Лc3# (A)

1…Ke6 2.d3+! (C) ed 3.Лc3+ (A) dc 4.Кe3# (B)

Циклическое чередование вторых-третьих-четвёртых ходов белых в механизме чёрной третьсвязки (см. «Связка»).

(Дополнительный вариант: 1…Лd5 2.Ca6+ Лb5 3.Л:b5 ~ 4.Лс5#)